# Aloysius Maryadi Sutrisnaatmaka
Aloysius Maryadi Sutrisnaatmaka MSF (ur. 18 maja 1953 w Wedi) – indonezyjski duchowny katolicki, biskup diecezjalny Palangkaraya od 2001.

## Życiorys
Święcenia kapłańskie otrzymał 6 stycznia 1981 w Zgromadzeniu Misjonarzy Świętej Rodziny. Po rocznym stażu duszpasterskim w Balikpapan wyjechał do Rzymu i podjął studia z misjologii na Papieskim Uniwersytecie Gregoriańskim, uwieńczone w 1987 tytułem doktora. Po powrocie do kraju był m.in. sekretarzem komisji misyjnej Konferencji Episkopatu Indonezji (1988–1992), rektorem zakonnego scholastykatu (1992–1998) oraz wykładowcą teologii dogmatycznej na Uniwersytecie Sanata Dharma w Yogyakarcie (1998–2001).
23 stycznia 2001 papież Jan Paweł II mianował go biskupem diecezjalnym Palangkaraya. Sakry udzielił mu 7 maja 2001 metropolita Dżakarty – kardynał Julius Darmaatmadja.